# 扁唇擬管吻魨
扁唇擬管吻魨，為輻鰭魚綱魨形目擬三刺魨亞目擬三棘魨科的其中一種，為熱帶底棲性魚類，分布於印度西太平洋區，包括印度、安達曼群島、印尼及澳洲海域，棲息深度183-549公尺，體長可達13公分，棲息在底層水域，生活習性不明。